# Alessandro Fantini
Alessandro Fantini (Chieti, 1 de gener de 1932 - Trèveris, Alemanya, 5 de maig de 1961) va ser un ciclista italià que fou professional entre 1955 i 1961.
Era conegut pels sobrenoms d'Il tamburino di Fossacesia i Sandrino. Especialista en arribades a l'esprint, els seus èxits més importants els aconseguí al Tour de França, amb dues victòries d'etapa, i al Giro d'Itàlia, amb set etapes guanyades i vestint el mallot rosa durant deu etapes.
Una malaurada caiguda durant l'arribada de la 6a etapa de la Volta a Alemanya de 1961, a Trèveris, li provocà la mort.

## Palmarès
- 1954
  - Vencedor de 4 etapes al Giro de Puglia i Lucania
- 1955
  - Vencedor d'una etapa del Tour de França
  - Vencedor de 2 etapes del Giro d'Itàlia
- 1956
  - Vencedor d'una etapa del Tour de França
  - Vencedor de 2 etapes del Giro d'Itàlia
- 1957
  - Vencedor de 2 etapes del Giro d'Itàlia
  - Vencedor d'una etapa de la Roma-Nàpols-Roma
- 1958
  - 1r a Giulianova Lido
- 1959
  - Vencedor d'una etapa del Giro d'Itàlia
- 1960
  - 1r de la Milà-Vignola
  - Vencedor de 2 etapes de la Volta a Alemanya
- 1961
  - Vencedor d'una etapa de la Volta a Alemanya

### Resultats al Giro d'Itàlia
- 1955. 15è de la classificació general. Vencedor de 2 etapes
- 1956. 6è de la classificació general. Vencedor de 2 etapes.  Porta el mallot rosa durant 10 etapes
- 1957. 21è de la classificació general. Vencedor de 2 etapes
- 1958. 47è de la classificació general
- 1959. 19è de la classificació general. Vencedor d'una etapa
- 1960. 58è de la classificació general

### Resultats al Tour de França
- 1955. 25è de la classificació general. Vencedor d'una etapa
- 1956. 48è de la classificació general. Vencedor d'una etapa

### Resultats a la Volta a Espanya
- 1959. Abandona (10a etapa)